# Hind's Hall
«Hind's Hall» és una cançó de protesta del raper estatunidenc Macklemore, llançada com a senzill el 7 de maig de 2024. La cançó expressa el suport de l'artista a les protestes estudiantils pro-palestines del 2024, advocant per un alto el foc a la guerra de Gaza i demanant la desinversió d'Israel.
El títol de la cançó fa referència a la Hamilton Hall de la Universitat de Colúmbia, rebatejat com a Hind's Hall pels estudiants que el van ocupar en memòria de Hind Rajab, una nena palestina de sis anys assassinada per les Forces de Defensa d'Israel a Gaza.

## Lletra i música
A la lletra es critica el finançament proporcionat pels Estats Units a l'exèrcit israelià, així com l'acceptació per part dels polítics estatunidencs de donacions de lobbies pro-Israel com ara AIPAC i Cristians Units per Israel. La cançó també denuncia la prohibició de TikTok aprovada pel Congrés dels Estats Units, l'aparent influència del supremacisme blanc en les decisions polítiques i en la policia, i l'equació maliciosa entre l'antisemitisme i l'antisionisme. A més, l'artista acusa Israel de cometre un genocidi i es refereix a la Nakba i a l'assassinat d'homes, dones i nens palestins a la Franja de Gaza.
També arremet durament contra el president Joe Biden, acusant-lo de complicitat en l'assassinat de civils palestins i en la destrucció de las infraestructuras de Gaza, declarant que per aquest motiu no el votarà a les presidencials del 2024. També critica la indústria musical, culpable de romandre en silenci i de no utilitzar la seva plataforma per destacar la massacre de civils per part del govern israelià a Gaza.
La música de «Hind's Hall» sampleja la cançó «Ana La Habibi» de la cantant libanesa Fairuz, mentre que el text conté una referència a la lletra de «Fuck tha Police», una cançó dels N.W.A. de 1988.
Macklemore va dir que després del llançament de la cançó a les plataformes de estríming, que va tenir lloc el 10 de maig, tots els guanys es donaran a l'Agència de les Nacions Unides per als Refugiats de Palestina al Pròxim Orient (UNRWA).

## Recepció
El vídeo de la cançó es va compartir àmpliament a Twitter i a Instagram i va obtenir milions de visualitzacions. A YouTube es va marcar com a no apte per a un públic menor d'edat, causant diverses acusacions de censura. Segons la revista Time, la cançó encaixa en la llarga tradició estatunidenca de música de protesta, com ara Strange Fruit de Billie Holiday i Ohio de Crosby, Stills, Nash & Young.
Tom Morello, guitarrista de la banda Rage Against the Machine, va elogiar la cançó a Twitter, afirmant que:
| « | (anglès) Honestly @macklemore’s “Hind’s Hall” is the most Rage Against The Machine song since Rage Against The Machine. | (català) Sincerament, "Hind's Hall" de Macklemore és la cançó que més s'assembla a Rage Against The Machine des de Rage Against The Machine. | » |

Jill Stein, candidata del Partit Verd a les eleccions presidencials de 2024, va agrair públicament a Macklemore la seva cançó.